# Che cos'è il cinema?
Che cos'è il cinema? (titolo originale francese: Qu'est-ce que le cinéma?) è un saggio di critica cinematografica del francese André Bazin pubblicato in 4 volumi dalla Éditions du Cerf tra il 1958 ed il 1961.

## Struttura
- Parte prima: Ontologia e linguaggio
- Parte seconda: Il cinema e le altre arti
- Parte terza: Cinema e sociologia
- Parte quarta: Un'estetica della realtà: Il neorealismo